# Dioncophyllaceae
Famille
Classification APG III (2009)
La petite famille des Dioncophyllacées regroupe des plantes dicotylédones. Selon Watson & Dallwitz elle comprend 3 espèces réparties en 3 genres.
Ce sont des lianes ou des arbustes carnivores, des régions tropicales d'Afrique de l'Ouest.

## Étymologie
Le nom vient du genre type Dioncophyllum composé des mots grecs δίς / dis, deux fois, ὄγκος / onkos, crochet, et φύλλον / phullon, feuille, en référence aux feuilles de certaines espèces de ce genre, munies, à leur apex, de deux crochets, leur permettant de grimper sur des végétaux hôtes.

## Classification
La classification phylogénétique les situe dans l'ordre des Caryophyllales.

## Répartition géographique

Triphyophyllum

## Liste des genres
Selon Angiosperm Phylogeny Website (3 mai 2010), NCBI (3 mai 2010) et DELTA Angio (3 mai 2010) :
- genre Dioncophyllum
- genre Triphyophyllum
- genre Habropetalum

## Liste des espèces
Selon NCBI (3 mai 2010) :
- genre Dioncophyllum
  - Dioncophyllum tholloni
- genre Habropetalum
  - Habropetalum dawei
- genre Triphyophyllum
  - Triphyophyllum peltatum